# Mondatszó
A mondatszó olyan szó, amely egyedül képezhet megnyilatkozást, szemantikailag mondat szerepét töltve be anélkül, hogy ige lenne.
Jellegzetességei:
- Szemantikai szempontból fogalmi tartalomra nem, vagy csak közvetve utal,[4] és csak pragmatikai vagy modális jelentése van.[5]
- Alaktani szempontból általában változatlan alakú, nem toldalékolható.[3][5]
- Mondattani szempontból általában nem bővíthető, és tagolatlan egyszerű mondatot képez,[5] vagy tagmondatot tagolt mondaton belül.[4][6]

Egyes szerzők kiterjesztik a mondatszó fogalmát az ún. mondatszókapcsolatra (franciául locution-phrase). Ez olyan szavakból áll, amelyeknek nem tulajdonítható nyelvtani funkció. Példák: Au revoir ’Viszontlátásra’, À quoi bon ? ’Minek?’ (hasztalanság, beletörődés kifejezése).
A mondatszó fogalma a kisgyerekek anyanyelvük tanulásának kezdeti szakaszát tanulmányozó pszichológusoknál jelent meg. Így nevezik a kisgyerekek olyan egyszavas megnyilatkozásait, mint mama, papa, baba stb. Például a baba szó a helyzet, a gesztusok, az arckifejezés stb. függvényében egyenlő lehet a Kérem a babát!, Ott van a baba, Leesett a baba, Hol van a baba? mondatokkal. Egyes szerzők nem mondatszóknak, hanem redukált, kihagyásos mondatoknak tartják az ilyen megnyilatkozásokat, melyek többi része nyelven kívüli elemekkel van kifejezve.

## A mondatszók fajtái
A mondatszók alaktani és mondattani megítélése nem egyértelmű, ezért többféle osztályozásuk létezik.

### Magyar grammatikákban

#### Az indulatszó
Az indulatszó általában változatlan alakú szófaj, amely felkiáltó módon fejez ki érzést, lelki állapotot, ritkábban akaratot. Jellegzetesen a beszélt nyelvben használják, főleg ennek fesztelen regiszterében. Pragmatikai jelentését a beszéd közben gyakran a hanglejtés, a gesztusok és az arckifejezés pontosítják.

#### A hangutánzó mondatszó
A hangutánzó mondatszó állati, emberi vagy természeti hangjelenséget felidéző lexikális elem. Jellegzetes vonása az, hogy természetes motivációja lévén, kivételt képez azon szabály alól, mely szerint a nyelvi jel általában önkényes, azaz nincs kapcsolat a hangtani alak és aközött, amit jelent.

#### A módosítószó
A módosítószó olyan szófaj, amelynek modalizálási funkciója van, azaz „vagy valamely mondatrésznek, vagy az egész mondatnak módosítja a tartalmát, kifejezve egyúttal a beszélőnek a mondottakhoz való szubjektív viszonyát, a beszélői attitűdöt is”. Ez lehet értelmi, érzelmi, akarati állásfoglalás, így a módosítószó kifejezhet bizonyosságot (biztosan, persze, kétségtelenül), nyomatékosságot, megerősítést (hogyne, bizonyára), bizonytalanságot, enyhítést (esetleg, aligha, talán), valószínűséget (valószínűleg), árnyalást (alighanem) stb.
A módosítószó mondatszói státusza vitatott. Mondatszónak tekinti például Kugler 2000, mivel a hagyományos grammatika szempontjából lehet ugyan mondat összetevője, de nem illeszkedik be annak mondattani szerkezetébe. Nem tekinti azonban mondatszónak például Bokor 2007, vagy Kenesei 2006, aki azzal érvel, hogy a módosítószó más szavakkal, illetve szóosztályokkal mondattani viszonyban áll olyan értelemben, hogy vannak lehetséges pozíciói a mondatban, pl. Valószínűleg Joli férjhez megy / Joli valószínűleg férjhez megy / Joli férjhez megy valószínűleg.

#### Az interakciós mondatszó
Az interakciós mondatszóknak több fajtája létezik.
A kapcsolat felvételére és lezárására használt mondatszókhoz tartoznak a találkozáskor és élváláskor használt szia, heló, adjisten, pá, agyő stb.
A társalgásszervező és -jelölő szavaknak több funkciója lehet:
- A kommunikációban résztvevők közötti kapcsolattartást szolgálják a figyelés és az értés jelzésével, pl. az igen(?), ühüm, ja, aha szavakkal.
- Átadják a szót olyan kérdő mondatszókkal, mint … nemde?, … ugye?, … mi?
- A szó átvételét jelzik az apropó, ja, hát szavak.
- Értékelik (elfogadják vagy elutasítják) a beszédpartner mondottait: á, persze, na ne, lárifári.
- Gondolkodási idő nyerésére szolgálnak a szó átvétele előtt olyan szavak, mint hát, hm, izé, szóval, de ilyen funkciójuk lehet az és, vagyis, tehát stb. kötőszavaknak is.
- Eldöntendő kérdésekre adnak igenlő vagy nemleges választ az igen, nem szavak, valamint egyes módosítószók is: valószínűleg stb.

Az akaratkifejező mondatszók a címzett viselkedését hivatottak befolyásolni. Ide tartoznak az emberhez szóló jöszte, addsza, csitt, nesze stb., valamint az állathívogató, -terelő és -űző szavak: hess, sicc stb.
A mutató vagy prezentáló mondatszók utalhatnak a kommunikációs helyzet valamelyik elemére (Íme a bejárat a könyvtárszobába), magára a szövegre (Íme néhány példa), vagy a közös tudásháttérre: Lám, nem hiába alapította Széchenyi az Akadémiát.
Egyes ilyen szavak artikulálatlanok: ühüm (= igen), hm (válasz elkerülése, hezitálás), pszt (hallgatásra való utasítás).
Kivételt képez a mondatszók toldalékolhatatlansága alól az, hogy léteznek olyan alakok, mint sziasztok vagy nesztek.

### Egyéb grammatikákban
Grevisse – Goosse 2007 francia grammatika két szempontból sorolja kategóriákba a mondatszókat.
Az egyik szempontból megkülönböztet egyrészt lényegi mondatszókat (mots-phrases essentiels) és mondatszó-kapcsolatokat, amelyek csak ilyenekként jelennek meg, pl. Allô ! ’Halló!’, O.K., Adieu ! ’Isten veled/Önnel!’, Tant pis ’Oda se neki’. Másrészt vannak alkalmi mondatszók (mots-phrases accidentels) és mondatszókapcsolatok, amelyek szokványos szavakként/szókapcsolatokként is léteznek. Ezek is több kategóriára oszthatók aszerint, hogy mi különbözteti meg őket eredeti státuszuktól:
- Mondatszókként elveszítik eredeti jelentésüket. Például a flûte ’furulya’ szónak Flûte !-ként ’A fenébe!’ a jelentése. Mondatszókapcsolattá vált egy olyan mondat, mint Fouette, cocher !, melynek jelentése ’Indulás!’, de szó szerint azt jelenti, hogy ’Ostorozz, kocsis!’
- Elveszítik szokásos alaktani vonásaikat, és olykor változik a kiejtésük is. Ilyen például a Soit ! ([swat] kiejtéssel) ’Ám legyen!’ megengedő mondatszó, amely a soit [swa] ’legyen’ ige megváltozott kiejtéssel. Egyéb példák az olyan eredetileg felszólító módú igék, amelyeket 2. személy egyes számban használ a beszélő, bár magázza/önözi a címzettjét, vagy amelyet 2. személy többes számban használ tegezés mellett. Példa az előbbi esetre: Tiens, vous voilà déjà ! ’Nocsak! Már itt is van!’ (Tiens ! szokásos jelentése ’Tartsad!’). Példa az utóbbi esetre a kis herceg az írónak intézett egyik megnyilatkozása: S’il vous plaît, dessine-moi un mouton ! (műfordításban ’Légy szíves, rajzolj nekem egy bárányt!’, szó szerint ’Legyen szíves, rajzolj nekem egy juhot!’) (Antoine de Saint-Exupéry).
- A beszélő nem érzi hiányosnak a mondatot alkotó szót vagy szókapcsolatot: Chapeau ! ’Le a kalappal!’, Au feu ! ’Tűz!’ (segélykiáltás).
- A szó vagy a szókapcsolat formulaszerű az adott beszédhelyzetben: Pardon ’Elnézést’, À vos souhaits ! ’Egészségére!’ (amikor a címzett tüsszent).

Az utóbbi példa kivétel az alól, hogy a mondatszó csak változatlan alakú lehet, ugyanis tegezés esetén À tes souhaits !
Egy másik szempontból Grevisse – Goosse 2007 objektívekre, szubjektívekre és sugallókra osztja a mondatszókat/-szókapcsolatokat.
Objektív mondatszóknak tekinti azokat, amelyekkel a beszélő kapcsolatot teremt a címzettel (pl. Allô !), igenlően vagy nemlegesen válaszol neki (Oui ’Igen’, Non ’Nem’), köszönti (Bonjour ’Jónapot’, Au revoir), utasítja valamire (Stop !), pozitívan értékeli valamely tettét (Bravo !) stb. Idesorolja az általa mondathatározószóknak (adverbes de phrase) nevezett szavakat is: certes ’persze’, peut-être ’talán’, à coup sûr ’biztosan’ stb.
A szubjektív mondatszók érzést vagy érzelmet fejeznek ki, és nem mindig szólnak címzettnek. Néhány kategóriájuk:
- hagyományosan indulatszóknak nevezett, felkiáltó mondatot képező szavak: Aïe ! (fájdalom), Ouf ! (megkönnyebbülés), Miam miam ! (jó ízre való reagálás);
- természetfeletti entitások megszólítása: Ciel ! ’Te jó ég!’, Mon Dieu ! ’Istenem!’;
- káromkodások: Nom de Dieu ! (szó szerint ’Isten neve!’), megkétszerezve Nom de Dieu de nom de Dieu !, eufemisztikusan Nom d’une pipe ! (’Egy pipa neve!’) Nom d’un chien ! (’Egy kutya neve!’), Nom d’un petit bonhomme ! (’Egy emberke neve!’), Bon sang de bonsoir ! (’Jóestét jó vére!’)

Vannak eseményeket sugalló mondatszók (mots-phrases suggestifs) is, melyek lehetnek artikuláltak vagy artikulálatlanok: Patatras ! (esést sugalló hangutánzó szó), Vous vous allongez sur le canapé et pffft… le sommeil s’envole ’Lefekszik az ember a kanapéra, és pffft… elszáll az álom’ (Jean-Paul Sartre).
Egy másik francia csoportosítás szerint vannak érzelmi mondatszók, amelyekhez az indulatszók tartoznak, tehát a fenti szubjektívnak nevezetteknek felelnek meg, és logikai mondatszók. Ezeknek két alcsoportja van. Az egyik az ún. anaforikus mondatszóké (mots-phrases anaphoriques), amelyek jelentése az előző megnyilatkozástól függ. Ide tartoznak például az Oui ’Igen’ és Non ’Nem’ válaszok. A másik az ún. hiányos mondatszóké (mots-phrases incomplets), amelyeknek kifejezett vagy beleértett bővítményük van anélkül, hogy igék lennének, pl. Voici à boire ’Tessék innivaló’, Voilà l’image de la gloire ’Íme a dicsőség képe’ (Victor Hugo).
Az utóbbi kategória kivétel az alól, hogy a mondatszó nem bővíthető.
Olyan grammatikákban, amelyek nem veszik számításba a mondatszót mint szófajt, az ilyen magyar szavak megfelelőit egyéb szófajokhoz sorolják.
A közép-délszláv diarendszer nyelveinek grammatikáiban partikuláknak számítanak, pl. da ’igen’, ne ’nem’, možda ’talán’, pa ’hát’. Szócsoportokat is idesorolnak, pl. tako reći ’úgymond’.
Román grammatikákban nem vesznek számba sem mondatszó, sem partikula nevű szófajt, csak annyit említenek meg, hogy egyes határozószóknak tekintett szavak és szócsoportok nem képeznek mondatrészeket, hanem tagolatlan mondatokat, például da ’igen’, nu ’nem’, ba da ’de igen’, nicidecum ’semmiképpen’. Az indulatszók és a hangutánzó szók (az utóbbiak az előbbiekhez sorolva) is ilyen mondatok lehetnek (pl. ah, vai ’jaj’, au ’jujj’), de elkülönítenek egyedül használt vagy bővített ún. indulatszói állítmányt is, például a Iată casa! ’Íme a ház!’, El țuști în apă ’Ő – zsupsz a vízbe’, Bravo lui ’Bravó neki’, Na-ți cartea ’Nesze a könyv’, Hai cu noi! ’Gyere velünk!’, Cioc în ușă ’Kopp az ajtón’ mondatokban.